# Staré Město (Děčín)

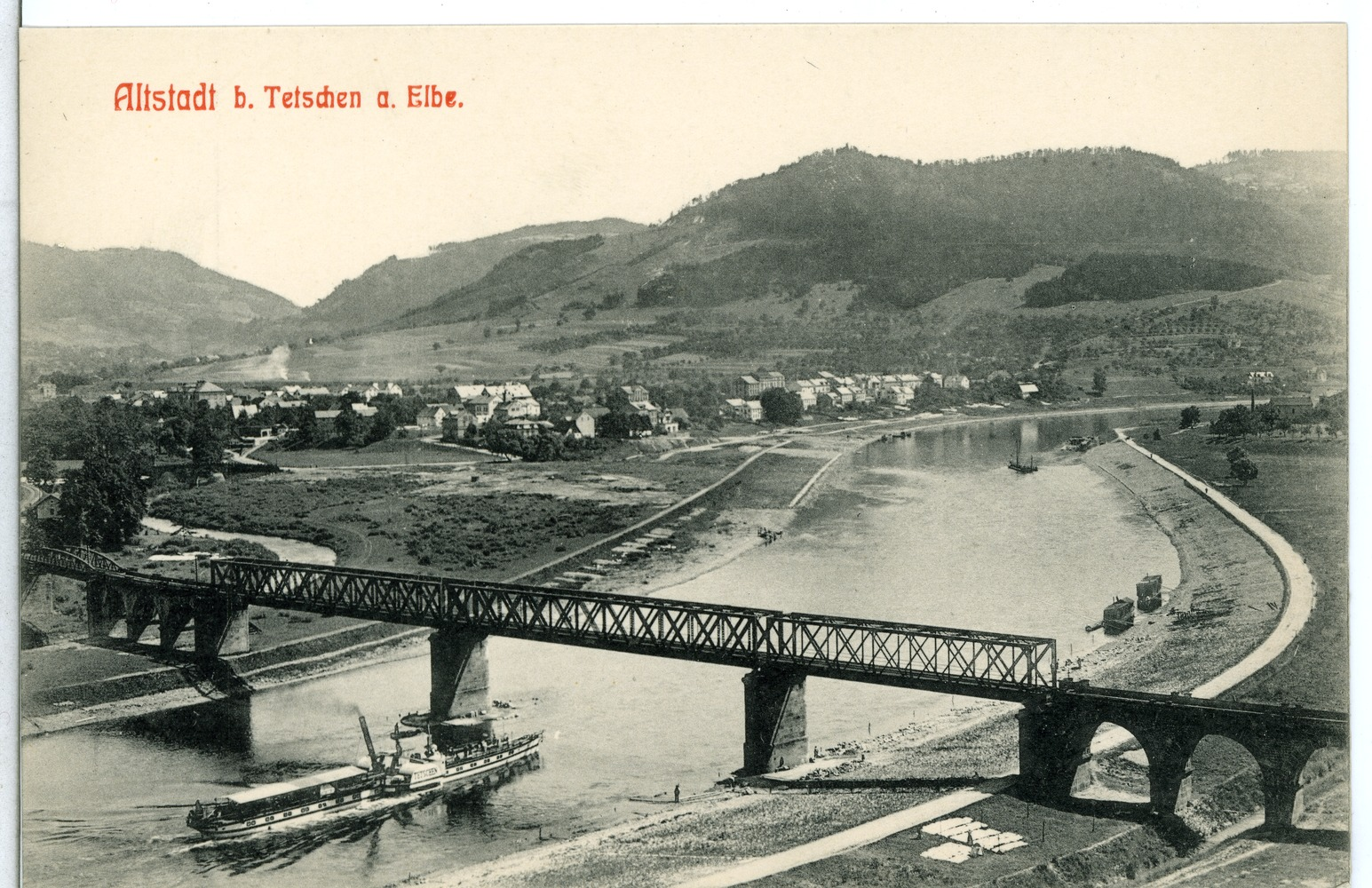
Blick auf Altstadt bei Tetschen mit der Eisenbahnbrücke, 1910

Staré Město (deutsch Altstadt) ist als Děčín III einer von 35 Ortsteilen der Stadt Děčín im Okres Děčín in Tschechien.

## Geografische Lage
Johann Münzberg gründete hier 1828 mit seinem Bruder Josef Münzberg (1794–1867) eine Baumwollspinnerei, Theresienau. Sie entwickelte sich zu einer bedeutenden Firmengruppe. Nach weiteren Gründungen und Übernahmen verfügten die Fabriken unter dem Namen Textilwerke Johann Münzberg & Co. 1876 über 60.000 Spindeln und waren damit eines der bedeutendsten Unternehmen der Branche in Böhmen. 
Der Ort ist nicht zu verwechseln mit der Altstadt von Děčín, sondern er liegt südlich des Stadtzentrum auf der rechten Seite der Elbe.

## Geschichte
Ab 1938/39 lag Altstadt (b Tetschen) im Reichsgau Sudetenland, Landkreis Tetschen, Regierungsbezirk Aussig. Hier lebten im Jahre 1940 3009 Einwohner. Am 16. September 1942 wurde die Gemeinde Altstadt (Kr. Tetschen) gleichzeitig mit den Städten Tetschen und Bodenbach aufgelöst und zu einer neuen Gemeinde mit dem Namen Tetschen-Bodenbach zusammengefasst.

## Persönlichkeiten
- Doris Krüger (1913–1950), deutsche Schauspielerin.